# Papa Legba

Il veve di Papa Legba

Nel vudù haitiano, Papa Legba è un loa (spirito mediatore tra l'uomo e il dio supremo). Il suo compito è quello di aprire la strada ad altri regni. Egli è lo "spirito potente di comunicazione tra tutte le sfere della vita e della morte”. La croce è il suo simbolo, perché è al vertice di questa croce che il cielo e la terra si intersecano. Altre sue denominazioni sono Legba Atibon, Atibon Legba e Ati-Gbon Legba.

## Caratteristiche e aspetto

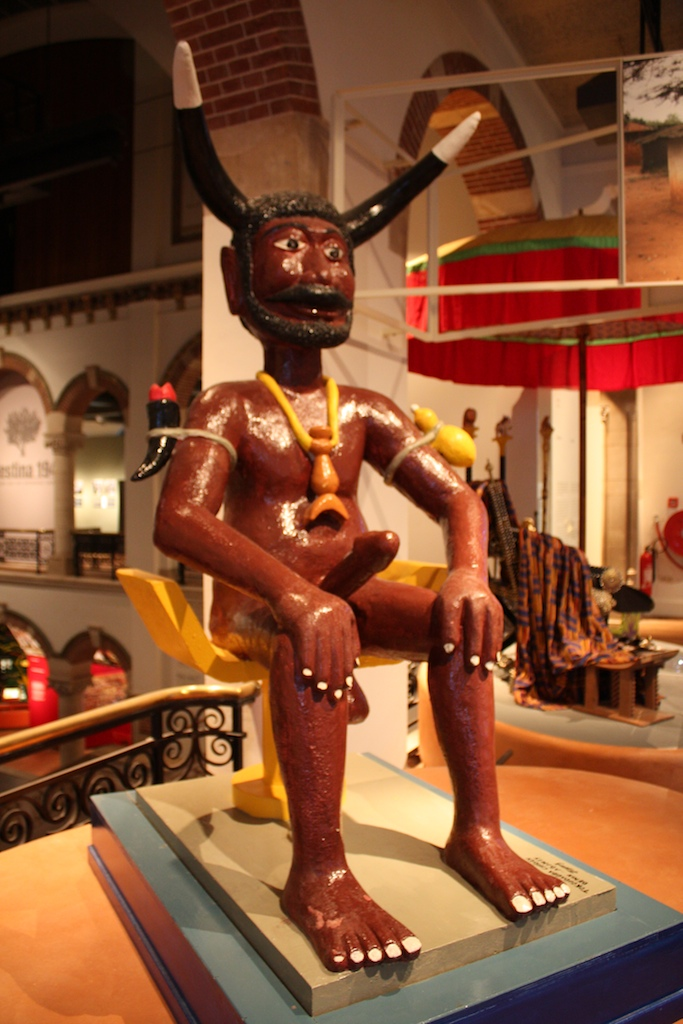
Statua di Papa Legba al Tropenmuseum.

Di solito appare come un vecchio su una stampella o con un bastone, con indosso un ampio cappello di paglia a tesa larga, o mentre fuma la pipa.
Nel Benin, in Nigeria e a Togo, Legba è rappresentato come un giovane dotato di corna e nel pieno della virilità,  spesso con un'erezione. Vigila i crocevia, gli ingressi e i percorsi; un suo altare è usualmente all'ingresso dei villaggi.
A causa della sua posizione come guardiano del passaggio tra il mondo dei vivi e gli altri regni, viene spesso identificato con san Pietro che detiene una posizione analoga nella tradizione cattolica.
Egli è anche raffigurato in Haiti come sant'Antonio e San Lazzaro, col quale condivide il cane come animale sacro.

## Nella cultura di massa
- Nel romanzo del 1972 Mumbo Jumbo di Ishmael Reed, il personaggio principale è un sacerdote vudù di nome Papa Legba .
- Nel 1982, Elton John ha pubblicato una canzone (che si trova come B-side del singolo Blue Eyes) dal titolo Hey Papa Legba, con testi del collaboratore di lunga data Bernie Taupin. I gruppi musicali Talking Heads, The Smalls, Angel, Sun City Girls, Sun God e Kill Your Boyfriend hanno anche fatto canzoni intitolate a lui.
- Un episodio del 1985 della serie tv Miami Vice gira intorno ad un maligno sacerdote vudù con il nome di Papa Legba (interpretato da Clarence Williams III) . In linea con l'immagine di Legba spesso concepita nella sottocultura haitiana vudù, Legba è raffigurato mentre cammina con l'aiuto delle stampelle e fumare la pipa.
- Vi è ampio riferimento al vudù nella trilogia Sprawl di William Gibson. Nel secondo libro, Giù nel Cyberspazio, Papa Legba si trova alle porte del cyberspazio. Papa Legba e il vudù appaiono di nuovo in Guerreros, parte della trilogia del Ciclo di Bigend.
- Nel capitolo XXII di A Comedy of Justice di James Branch Cabell Jurgen, Jurgen e la regina Anaitis (dama del lago) passano una statua di Legba nel cortile.
- Nel film del 1986 Crossroads, i musicisti blues Robert Johnson e Willie Brown vendono le loro anime a un Mr. Legba a un bivio del Mississippi. Più avanti nel film Legba prende il nome di Scratch.
- Nel 2013 e nel 2018 Lance Reddick interpreta Papa Legba nella serie TV American Horror Story.
- La band Heavy Metal danese Volbeat ha composto una canzone ispirata alla figura di Papa Legba. Il pezzo è intitolato The Loa's Crossroad ed è l'ultimo dell'album Seal the Deal & Let's Boogie del 2016.